# Ovalverkehr

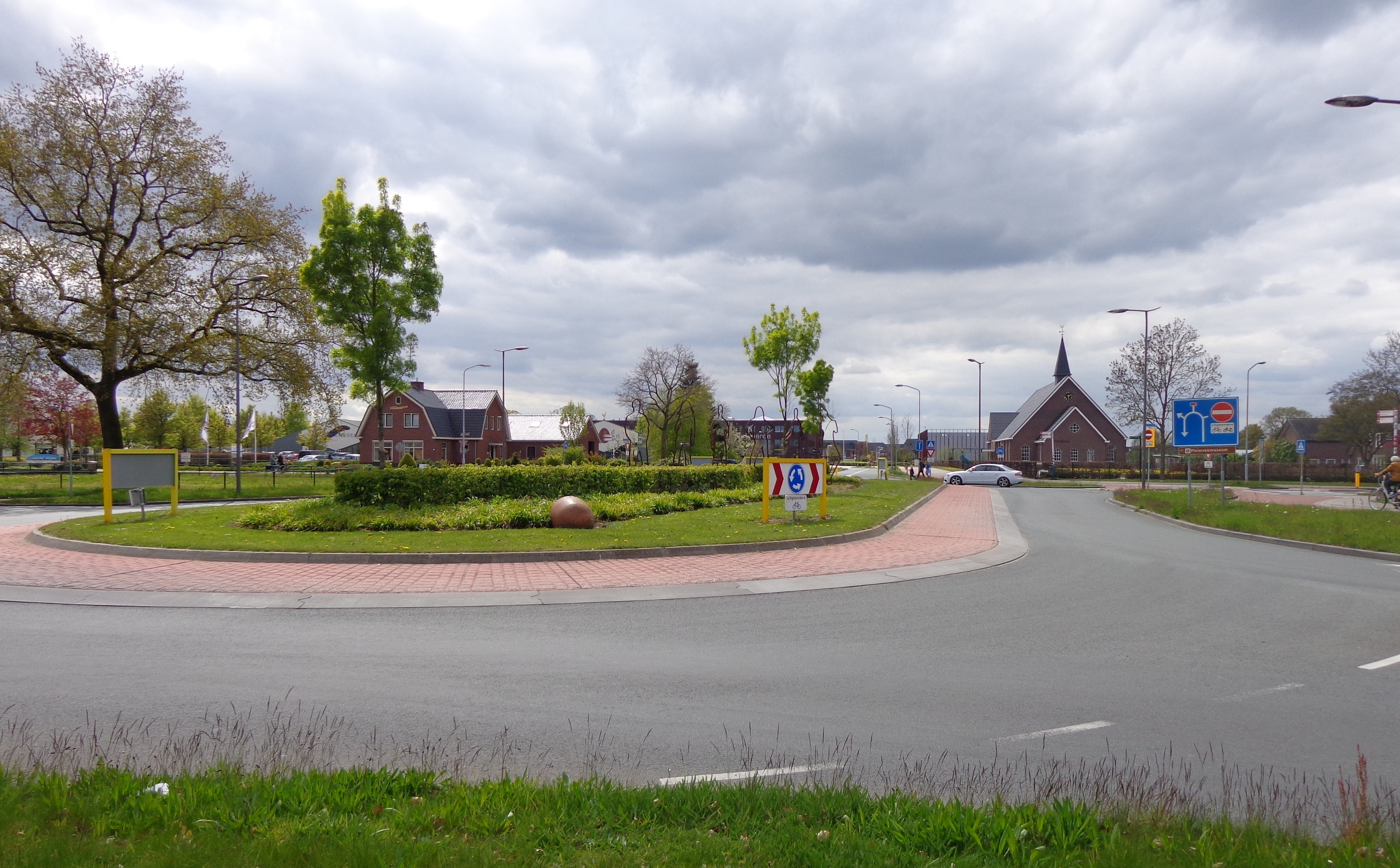
Ovatonde in Barneveld, Niederlande

Ein Ovalverkehr (Ovalkreisel, ovaler Kreisverkehr) ist ein Knotenpunkt mehrerer Straßen in Form eines ovalen Kreisverkehrs. In Belgien und in den Niederlanden wird er otonde, ovotonde, ovonde oder auch ovonde genannt, wegen des niederländischen Worts rotonde für Kreisverkehr.

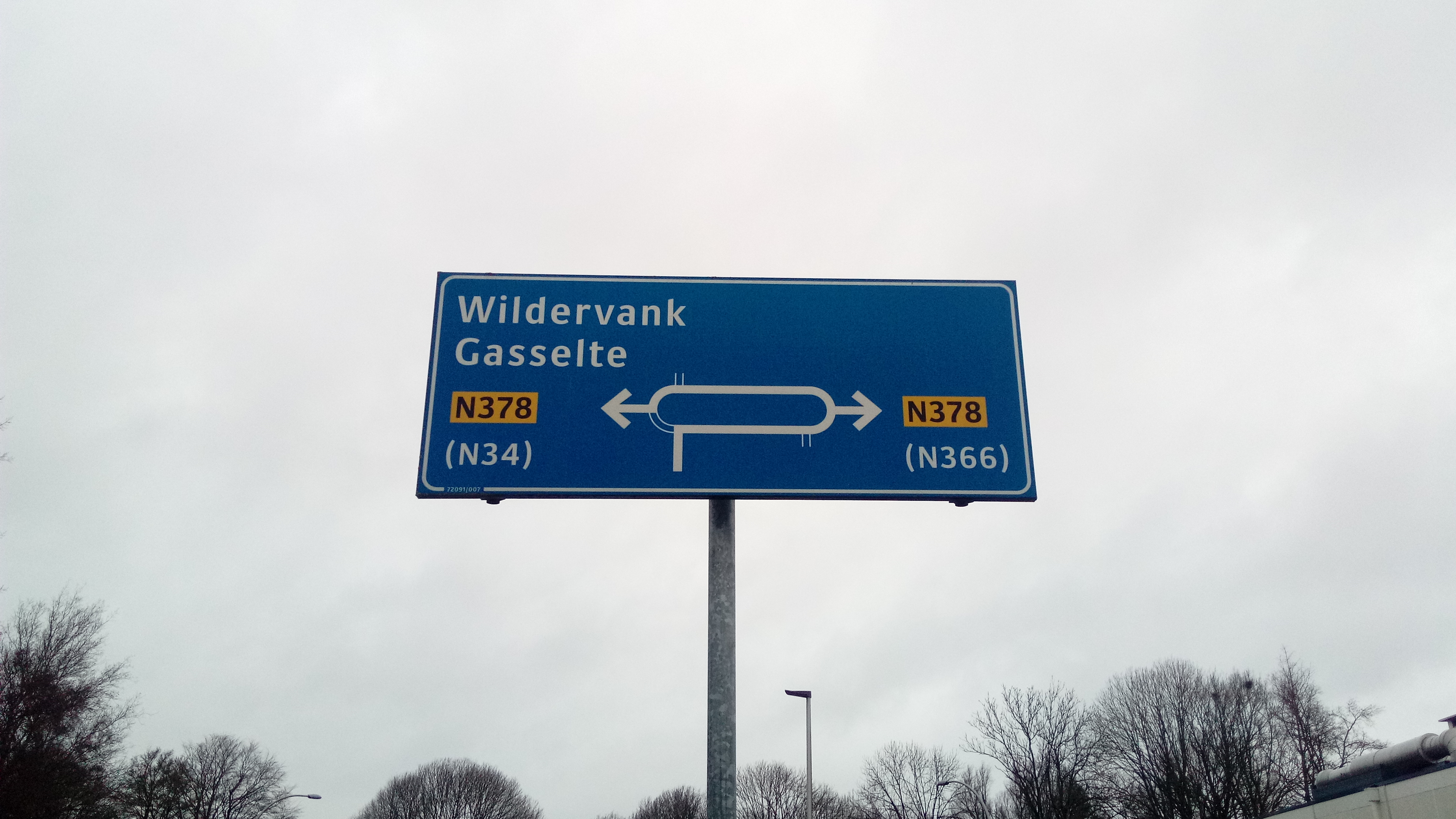
Verkehrsschild über eine Ovatonde in der niederländischen Gemeinde Stadskanaal

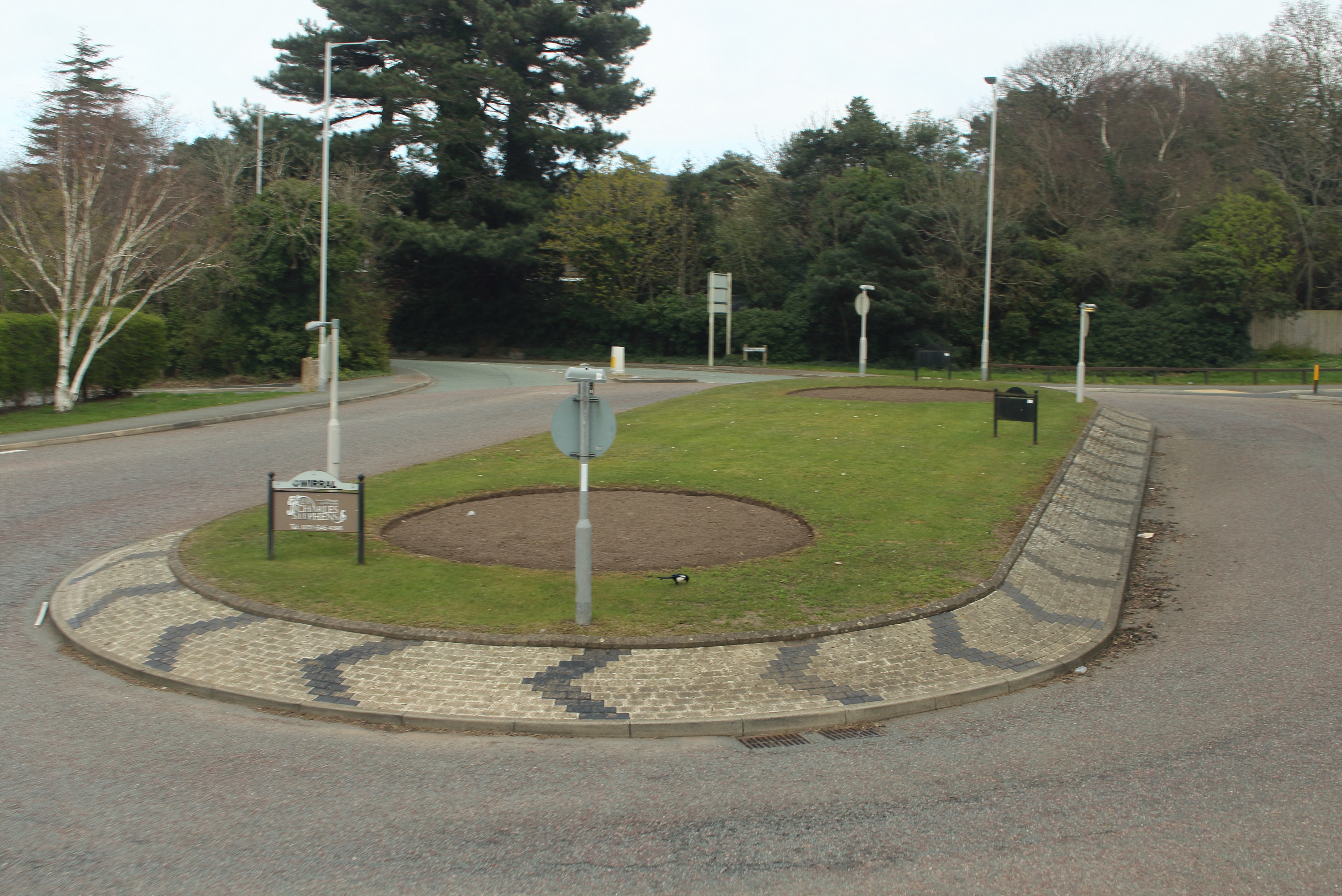
Ovaler Kreisverkehr in Bidston, England

Ein Ovalverkehr ist mitunter zweckmäßig, wo sich Hauptverkehrsstraßen nicht kreuzen können und wo ein Kreisverkehr zu viel Platz benötigt. Auch zwei direkt aufeinander folgende Kreisverkehre können so vermieden werden. Ein Nachteil können allzu enge Kurven sein, die beispielsweise Bussen Probleme bereiten.
Einige Beispiele:
- Der Ovalverkehr in Frommern (Baden-Württemberg) von 2014 soll laut Regionalzeitung der erste in Deutschland sein.[4]
- In Borne (Niederlande) gibt es eine Ovonde, um Platz für den Warteverkehr am Bahnübergang zu schaffen.
- In Gent (Belgien) gibt es eine Ovonde an der Sint-Annakerk.

## Belege
1. ↑  Verkeersdrukte door opening Docks Bruxsel. In: www.bruzz.be. Abgerufen am 19. Mai 2023 (niederländisch).
2. ↑  Arau: 'Vervang Reyersviaduct door ovonde'. In: www.bruzz.be. Abgerufen am 19. Mai 2023 (niederländisch).
3. ↑  Over een rotonde, hoe zat dat ook al weer? In: anwb.nl. Abgerufen am 29. April 2024 (niederländisch).
4. ↑  Bundesweit einzigartig: Ovaler Kreisverkehr in Frommern eröffnet. In: zak.de. Abgerufen am 29. April 2024.